# Арнор Гудйонсен
Арнор Гудйонсен (ісл. Arnór Guðjohnsen, нар. 30 квітня 1961, Рейк'явік) — ісландський футболіст, що грав на позиції нападника. Найвідоміший своїм семирічним перебуванням в бельгійському «Андерлехті», де він став найкращим бомбардиром чемпіонату в сезоні 1986/87. Також провів понад 70 матчів за національну збірну Ісландії. Батько та агент колишнього нападника нападника «Челсі», «Барселони» та збірної Ісландії Ейдура Гудйонсена.

## Клубна кар'єра
Народився 30 квітня 1961 року в місті Рейк'явік. Вихованець футбольної школи місцевого клубу «Вікінгур», де і розпочав свою дорослу кар'єру у сезоні 1978 року.
У 1978—1983 роках виступав за бельгійський «Локерен», взявши участь у 138 матчах чемпіонату (26 голів).
Своєю грою за цю команду привернув увагу представників тренерського штабу «Андерлехта», до складу якого приєднався 1983 року. Відіграв за команду з Андерлехта наступні сім сезонів своєї ігрової кар'єри. У складі «Андерлехта» Гудйонсен доходив до фіналу Кубка УЄФА 1984. В обох матчах з «Тоттенгем Готспур» була зафіксована нічия 1:1. У серії пенальті Гудйонсен бив останнім, його удар парирував Тоні Паркс. Таким чином, команда з Лондона виграла по пенальті з рахунком 4:3. Крім того у складі брюссельського клубу Гудйонсен став триразовим чемпіонатом Бельгії, дворазовим володарем Кубка Бельгії та триразовим володарем Суперкубка Бельгії.
Влітку 1990 року перейшов до французького «Бордо», проте бомбардирські якості продемонструвати не зумів, забивши лише один гол в Лізі 1 в 19 матчах. Після сезону 1990/1991 року, в якому клуб посів десяте місце, Національна рада з контролю за витратами футбольних клубів Франції вирішила в адміністративному порядку перевести клуб в Лігу 2 з причини великих боргів. Там Гудйонсен став основним нападником команди, забивши 7 голів в 33 матчах чемпіонату і допоміг команді виграти другий дивізіон та повернутись в еліту.
Проте виступити ісландський футболіст там не встиг, перебравшись у Швецію, де грав у Аллсвенскан за «Геккен» та «Еребру».
Влітку 1998 року повернувся на батьківщину, де став гравцем столичного «Валюра», у складі якого провів два з половиною сезони.
Завершив професіональну ігрову кар'єру у клубі «Стьярнан» з другого за рівнем дивізіону Ісландії, де виступав протягом сезону протягом 2001 року.

## Виступи за збірну
1979 року дебютував в офіційних матчах у складі національної збірної Ісландії.
24 квітня 1996 року Арнор та його син Ейдур Гудйонсен увійшли в історію футболу, зігравши разом в міжнародному матчі за збірну Ісландії проти команди Естонії в Таллінні. Арнор грав з початку матчу, а Ейдур у другому таймі замінив батька. Ісландія обіграла Естонію з рахунком 3:0 і це був перший раз, коли батько і син брали участь в одному міжнародному матчі. Однак разом батько з сином так і не зіграли. Незадовго до матчу в Рейк'явіку, в якому повинна була здійснитися мрія Арнора, наприкінці 1996 року Ейдур зламав щиколотку в юніорському турнірі. Він був змушений пропустити два сезони, а Арнор за цей час пішов зі збірної. Він зіграв свій останній міжнародний матч в жовтні 1997 року проти збірної Ліхтенштейну.
Протягом кар'єри у національній команді, яка тривала 19 років, провів у формі головної команди країни 73 матчі, забивши 14 голів, чотири з них у грі проти Туреччини.

## Досягнення
- Чемпіонат Бельгії (3): 1984-85, 1985-86, 1986-87
- Кубок Бельгії (2): 1987-88, 1988-89
- Суперкубок Бельгії (3): 1985, 1986, 1987
- Найкращий бомбардир чемпіонату Бельгії (1): 1986-87 (19 голів)